# Охраняемый жилой комплекс

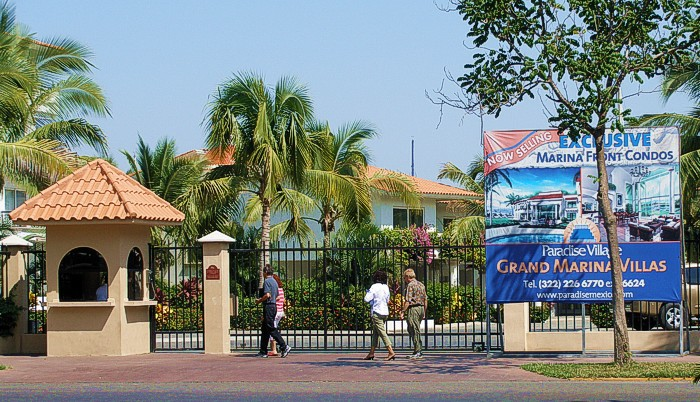
Закрытый ЖК в Мексике

В своем современном виде, закрытый (охраняемый) жилой комплекс (англ. gated community) — это жилой район, въезд в который строго контролируется. Иногда такие районы могут быть окружены стеной или забором. В некоторых городах подобные районы существовали столетиями.
Как правило, такие районы состоят из небольших жилых улиц, где размещены здания, удовлетворяющие потребности жителей. Если комплекс небольшой, то к таким удобствам может относиться парк; если же район довольно большой, то его жители могут заниматься повседневными делами, не выходя за пределы района. Охраняемые жилые комплексы — это сообщества общих интересов, однако они отличаются от идейной общины.
Так как охраняемые жилые комплексы напоминают анклавы, антрополог Сетха Лоу[уточнить] утверждает, что такие районы негативно влияют на социальный капитал людей, живущих за пределами закрытого комплекса.
На границах охраняемых жилых комплексов могут находиться частные охранники, внутри при этом располагается дорогостоящая собственность или пенсионная деревня. Сторонники таких жилых комплексов утверждают, что они достаточно безопасны.
Охраняемые жилые комплексы могут быть построены в особенном стиле. Такие ЖК существуют в Южно-Сахалинске. Они построены в стиле США по американским проектам.

## Особенности

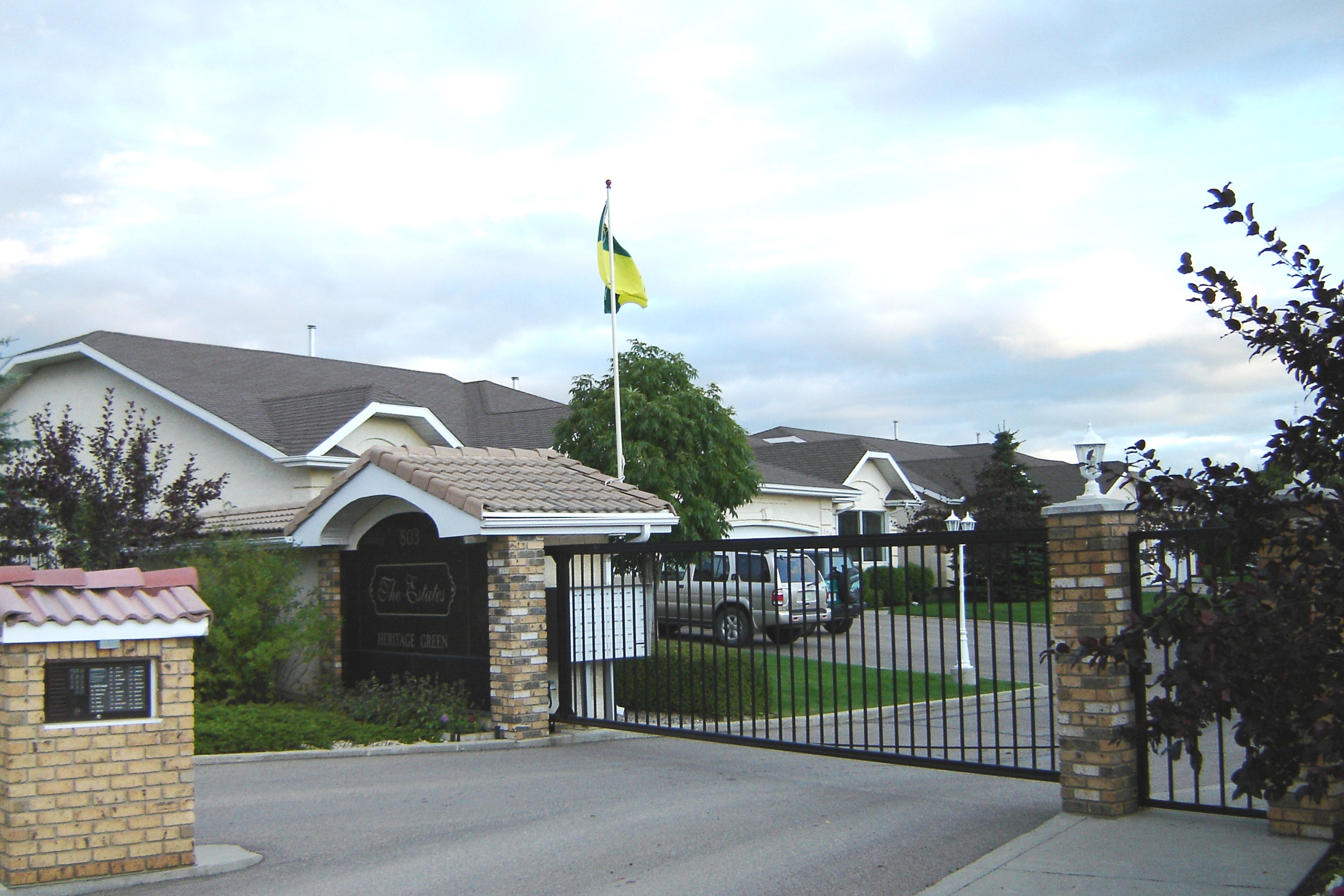
Охраняемый жилой комплекс в Канаде

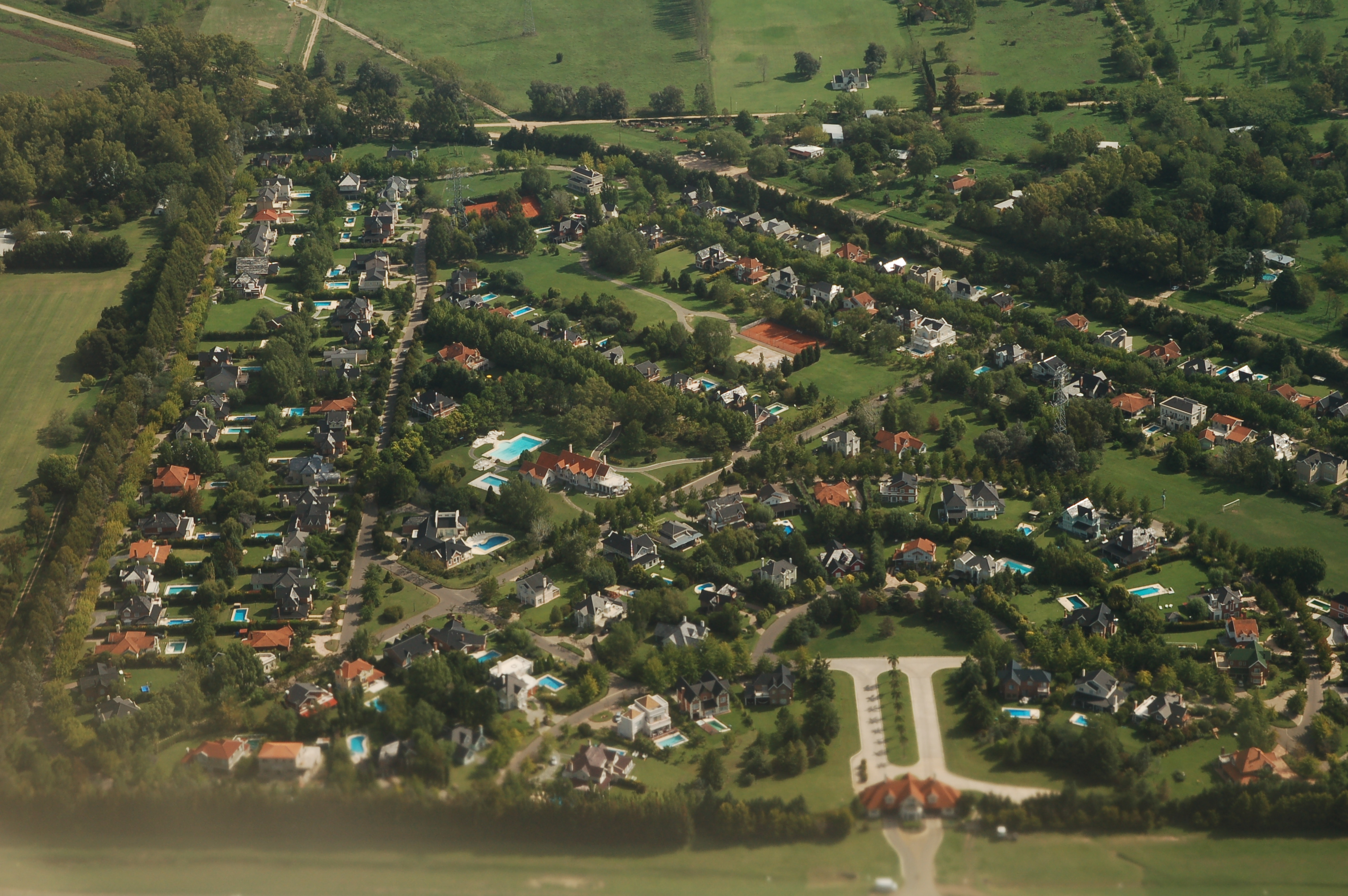
Охраняемый жилой комплекс в Аргентине

В охраняемых жилых комплексах доступны коммунальные услуги и другие удобства. Предоставляемые удобства зависят от ряда факторов, таких как географическое положение, демографические факторы, структура сообщества и стоимость коммунальных услуг. В таких закрытых «сообществах» могут выделяться подсообщества, при этом больше удобств будет в основном сообществе. В целом, чем больше сообщество, тем больше удобств может быть предоставлено его жителям.
Предоставляемые удобства также зависят от типа жилья. Например, в домах, в которых живёт только одна семья, может не быть общего бассейна, при этом в других домах такой бассейн будет.
Удобства, которые доступны жителям охраняемого жилого комплекса:
- Бассейн
- Теннисный корт
- Общественный центр или клуб
- Гольф-клуб
- Квартиры с видом на море
- Обед в кафе
- Детская площадка
- Тренажерный зал
- Спа

## В разных странах

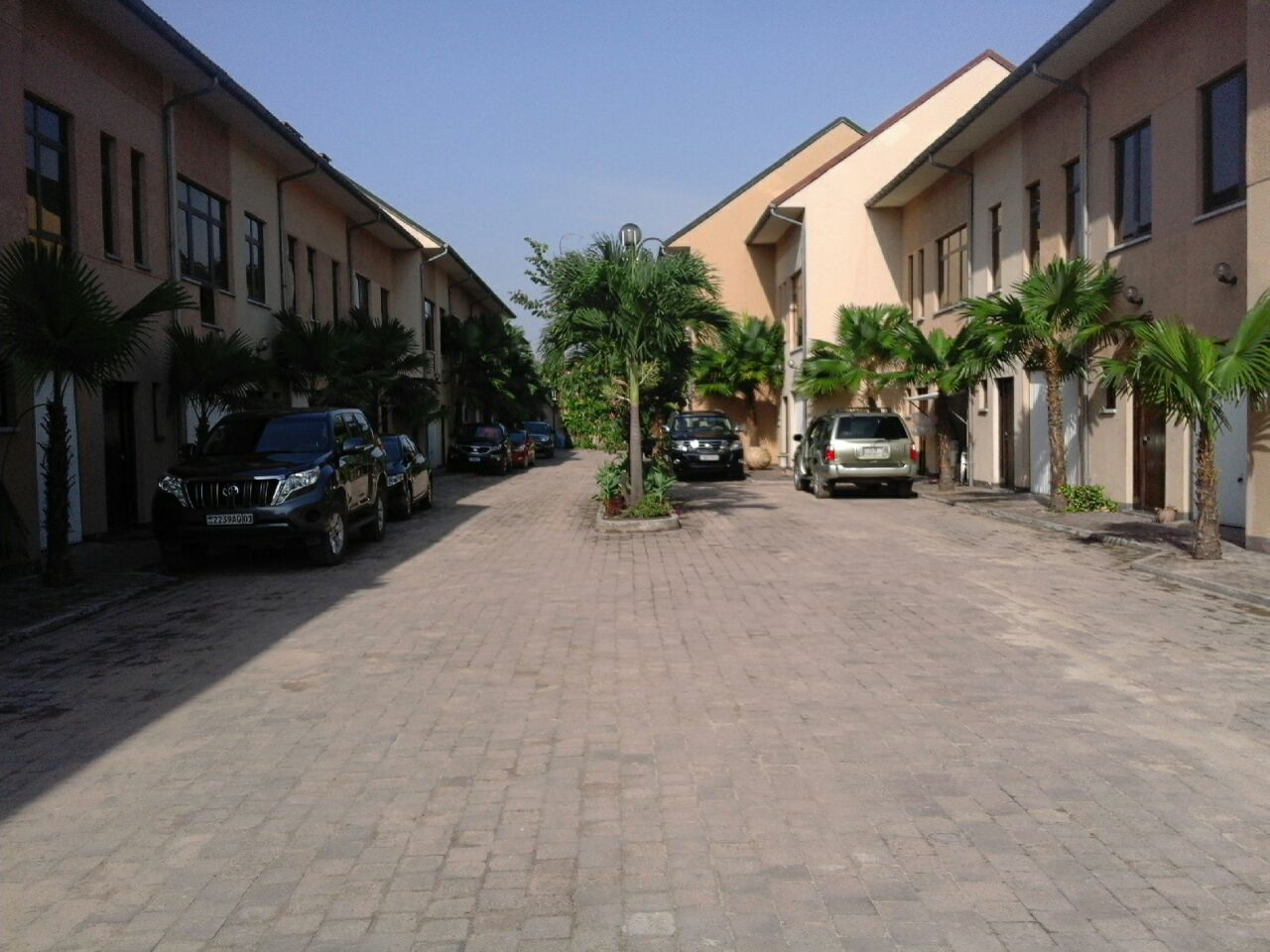
Внутри охраняемого жилого комплекса в ДР Конго

В Бразилии наиболее распространенная форма закрытого «сообщества» называется «condomínio fechado» (закрытый жилой комплекс), здесь проживают богатые люди. Эта территория — небольшой город с собственной инфраструктурой (здесь доступны резервное электроснабжение, санитарная служба, территория охраняется). Цель такого сообщества — защита его жителей от преступлений. Здесь существуют закрытые здания и торговые центры (чтобы попасть туда, необходимо воспользоваться парковкой или гаражом).
В Пакистане закрытые жилые комплексы есть как в больших, так и в небольших городах. Они считаются символом высокого уровня качества жизни. Управление жилищного строительства Пакистана и компания Bahria Town управляют закрытым районом. Активы компании Bahria Town составляют 30 миллиардов долларов. В большинстве закрытых жилых комплексов в Пакистане есть парки, школы, больницы, торговые центры, гимназии и загородные клубы.
В Аргентине закрытые ЖК называют «barrios privados» («частные районы»), их часто считают символом богатства. Тем не менее, многие представители среднего класса считают идею закрытых ЖК сомнительной, а их жителей — необщительными людьми. В большинстве закрытых ЖК Аргентины располагаются только дома, а в крупных ЖК есть больница, школа и торговый центр.
В постсегрегационной Южной Африке сообщества закрытого типа появились, чтобы защитить их жителей от преступлений. Здесь есть как сообщества, внутри которых — только дома, так и те сообщества, внутри которых есть торговые центры и другие удобства.
В южном Китае, в районе дельты реки Чжуцзян тоже есть закрытые ЖК, самое известное из них — Clifford Estates[нужно китайское название?].
В Саудовской Аравии в закрытых ЖК находятся семьи из Европы и Северной Америки, они появились там после открытия нефти.
В континентальной Европе и Японии закрытые ЖК встречаются редко.

## Критика

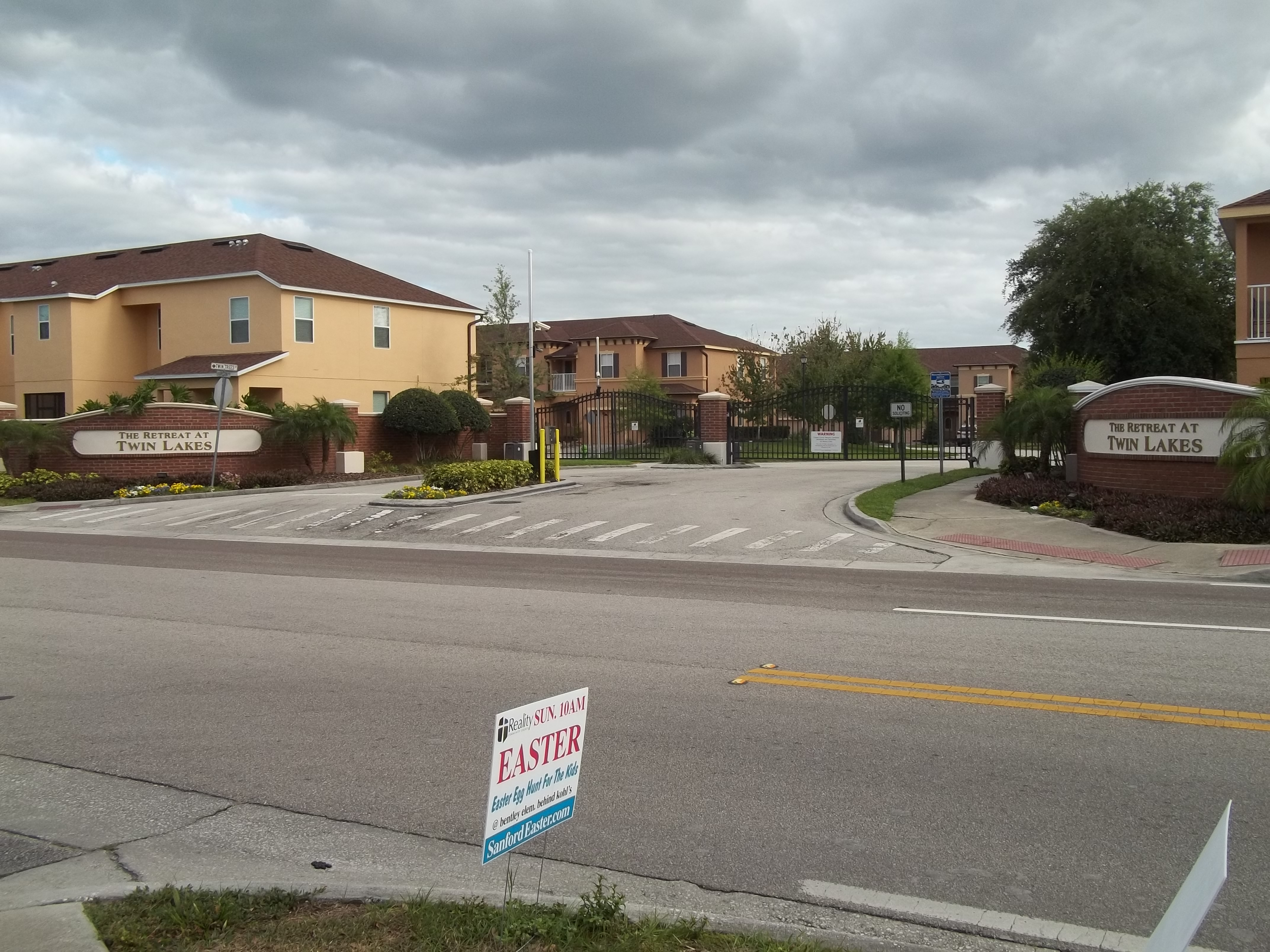
Место стрельбы в закрытом ЖК

Сторонники закрытых жилых комплексов считают, что они более безопасны, так как для попадания туда нужно пройти контроль. Однако закрытые ЖК часто критикуются, так как они, по мнению некоторых людей, вовсе не безопасны. Согласно некоторым исследованиям, безопасность в таких районах — всего лишь иллюзия. Так, в закрытых районах США, согласно некоторым исследованиям, преступность не меньше, чем в «обычных» кварталах.
После того, как в закрытом ЖК произошла стрельба, появилась статья «Нью-Йорк Таймс», в которых в расстреле Трейвона Мартина обвиняют закрытые сообщество. Обозреватель заявляет, что «закрытые жилые комплексы привлекают людей, которые ищут уединения и пытаются не встречаться с посторонними людьми».
В одной из статей Ванесса Уотсон назвала закрытые ЖК «африканской выдумкой» и «попыткой сделать африканские города похожими на Дубай и Сингапур». Согласно статье Уотсон, закрытые ЖК поощряют образование автономных территорий, что мешает взаимодействию людей различных классов. В результате усиливается маргинализация людей с низким уровнем доходов.
Экономика требует достаточно высокой оплаты то есть либо надо за счёт аренды помещений (если доступно снаружи то надо выходить с территории, а если внутри то основной доход идёт за счёт сферы услуг, а там случайные посетители, а иногда и арендаторы, в том числе на грани закона). Режим доступа по длительным абонементам (например фитнес клуб) редко. Если за счёт жителей то есть вероятность падения экономики (основной инструмент- блокирование оформления пропусков и въезда).
Часто имеют один вход, иногда существует гейт с публичной зоны — а охрана не обладает функцией, особенно если не является охранником или консьержем, то есть вероятность отслеживания выше (при открытом режиме подозрительных заметят на внутренней территории).